# Альбер Реньє
Альбер Реньє (фр. Albert Rénier, 8 травня 1896, Гавр — 5 квітня 1948) — французький футболіст, нападник. Відомий виступами в складі клубу «Гавр» і національної збірної Франції.

## Футбольна кар'єра
З 1919 року виступав у клубі «Гавр». Тричі ставав переможцем чемпіонату Нормандії, що проводився під егідою Французької футбольної федерації. В 1920 році допоміг команді дістатися фіналу Кубка Франції, але зіграти у вирішальному матчі не зміг.
У 1919 році був учасником Міжсоюзницьких ігр, великих спортивних змагань, що були організовані країнами-переможцями в Першій світовій війні. Участь у змаганнях брали діючі і колишні учасники збройних сил своїх країн. У складі збірної Франції (як і в інших командах) виступали відомі футболісти, гравці національної збірної. Втім, матчі турніру не входять до офіційного реєстру ФІФА. Ігри проводились у Парижі на новозбудованому стадіоні Першинг. Франція впевнено виграла групу А, здобувши три перемоги над командами Румунії (4:0, один з голів забив Реньє), Греції (11:0, відзначився трьома голами) і Італії (2:0). У фіналі суперником стала збірна Чехословаччини. Реньє відзначився голом у першому таймі, але його команда у підсумку поступилась з рахунком 2:3. 
У березні 1920 року дебютував у офіційному матчі національної збірної Франції в товариській грі проти Італії (4:9). У 1924 році потрапив у заявку збірної на Олімпійських іграх у Парижі, але на поле не виходив. Всього в національній команді зіграв чотири матчі і забив 1 гол.

### Статистика виступів за збірну
| Дата       | Місто    | Господарі | Результат | Гості    | Турнір           | Голи | Примітки |
| ---------- | -------- | --------- | --------- | -------- | ---------------- | ---- | -------- |
| 18/01/1920 | Мілан    | Італія    | 9 – 4     | Франція  | товариський матч | -    |          |
| 13/01/1924 | Монруж   | Франція   | 2 – 0     | Бельгія  | товариський матч | -    |          |
| 04/06/1924 | Коломб   | Франція   | 0 – 1     | Угорщина | товариський матч | -    | 46'      |
| 11/11/1924 | Брюссель | Бельгія   | 3 – 0     | Франція  | товариський матч | -    |          |
| Усього     |          | Матчів    | 4         |          | Голів            | 1    |          |

## Досягнення
- Фіналіст Кубка Франції: (1)

«Гавр»: 1919-20
- Переможець чемпіонату Нормандії: (3)

«Гавр»: 1920, 1921, 1923
- Фіналіст Міжсоюзницьких ігор: (1)

Франція (військ.): 1919